# Simiju (regija)
Simiju  je jedna od 30 administrativnih regija u Tanzaniji, u istočnoj Africi. 
Regija je nastala u ožujku 2012., kada i druge nove tanzanijske regije: Katavi, Geita i Njombe.
Glavni grad regije je Bariadi.

## Okruzi
Regija Simiju ima pet okruga: 
- Bariadi
- Buseda
- Itilima
- Maswa
- Meatu